# Zalesie (gromada w powiecie szubińskim)
Zalesie – dawna gromada, czyli najmniejsza jednostka podziału terytorialnego Polskiej Rzeczypospolitej Ludowej w latach 1954–1972.
Gromady, z gromadzkimi radami narodowymi (GRN) jako organami władzy najniższego stopnia na wsi, funkcjonowały od reformy reorganizującej administrację wiejską przeprowadzonej jesienią 1954 do momentu ich zniesienia z dniem 1 stycznia 1973, tym samym wypierając organizację gminną w latach 1954–1972.
Gromadę Zalesie z siedzibą GRN w Zalesiu utworzono – jako jedną z 8759 gromad na obszarze Polski – w powiecie szubińskim w woj. bydgoskim, na mocy uchwały nr 24/13 WRN w Bydgoszczy z dnia 5 października 1954. W skład jednostki weszły obszary dotychczasowych gromad Szaradowo, Turzyn i Zalesie ze zniesionej gminy Królikowo, a także obszar dotychczasowej gromady Słonawy oraz PGR Rzemieniewice z dotychczasowej gromady Malice ze zniesionej gminy Sipiory w tymże powiecie. Dla gromady ustalono 23 członków gromadzkiej rady narodowej.
Gromadę zniesiono 31 grudnia 1959, a jej obszar włączono do gromad Szubin (wieś Słonawy i miejscowość Słonawki) i Królikowo (wsie Szaradowo, Zalesie i Turzyn, miejscowości Ameryka i Rzemieniewice oraz kolonie Szaradowo i Mycielewo) w tymże powiecie.